# Stephanoxis loddigesii
El colibrí copetón sureño o picaflor copetón (sureño) (Stephanoxis loddigesii) es una especie de ave apodiforme de la familia Trochilidae, una de las dos pertenecientes al género Stephanoxis. Es nativa de la Mata Atlántica del centro este de América del Sur.

## Distribución y hábitat
Se distribuye en las selvas paranaenses del sur del Brasil, en el sur de São Paulo, Paraná, Santa Catarina, hasta Río Grande del Sur; el este de Paraguay, hasta el noreste de Argentina en donde habita en las provincias de Misiones y el extremo noreste de Corrientes.
Esta especie es considerada común apenas localmente, o poco común a rara, y de distribución dispersa en su hábitat natural: el sotobosque de bosques húmedos, vegetación de matorral y a lo largo de cursos de agua desde el nivel del mar hasta cerca de 900 m de altitud.

## Descripción
Es un pequeño colibrí de alrededor de 8 cm de longitud. En la corona, la cabeza del macho exhibe un notable, fino y largo copete azul-violáceo purpúreo, aunque en ocasiones es más corto por causa de roturas o desgaste. Muestra una mancha postocular blanca, color que también se presenta en el borde apical de la cola. Todo el dorso es de color verdoso. El vientre es blanquecino, con una gran franja longitudinal azul, sólo presente en el macho. El pico mide 17 mm y es delgado, recto, negro, adaptado para la absorción de néctar y a la captura de insectos.

## Sistemática

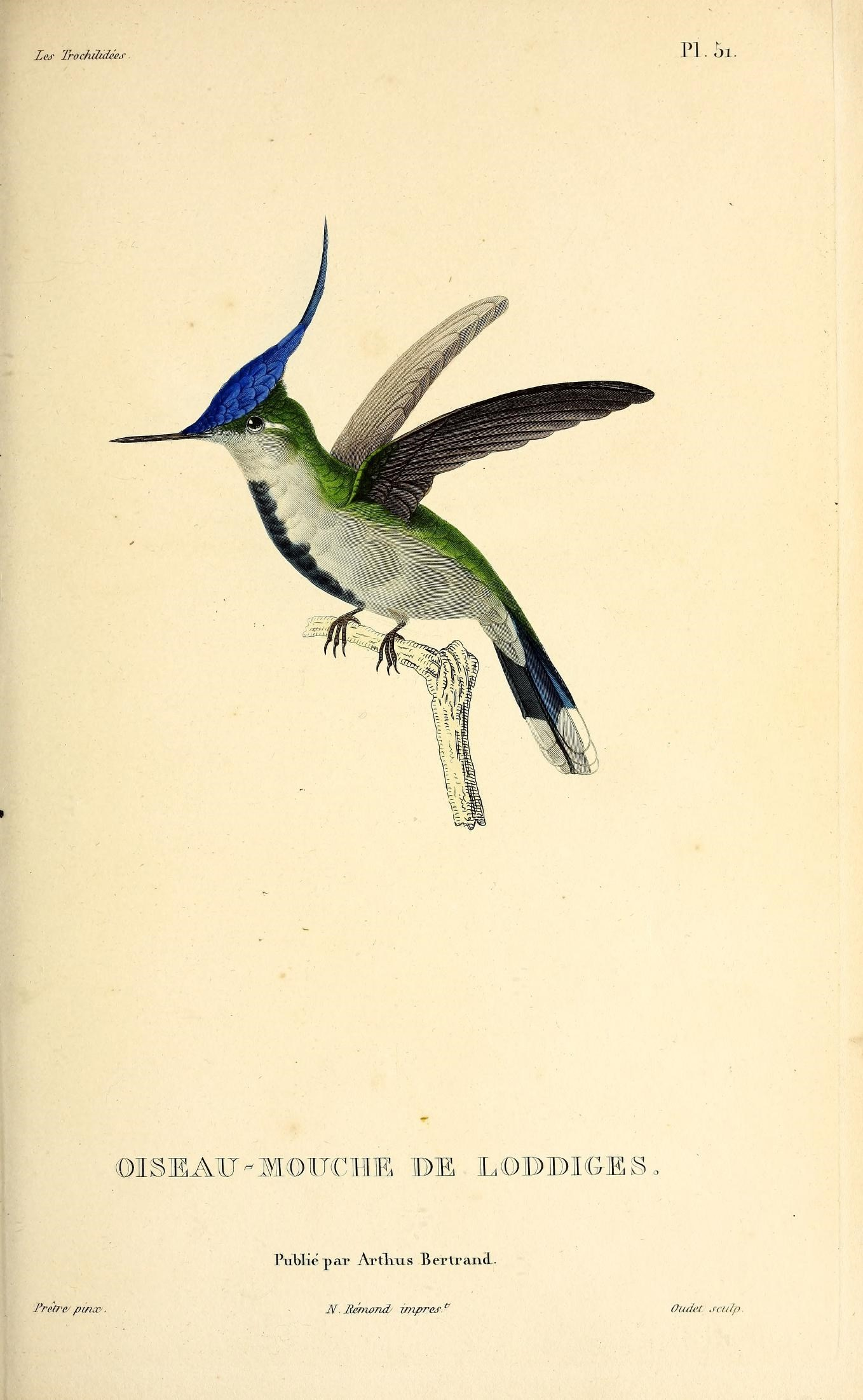
Oiseau-mouche de Loddiges (Stephanoxis loddigesii), ilustración de Prêtre en Lesson Les Trochilidées, 1832.

### Descripción original
La especie S. loddigesii fue descrita por primera vez por el naturalista británico Nicholas Aylward Vigors en 1831 —con base en una descripción no publicada de John Gould— bajo el nombre científico Trochilus loddigesii; su localidad tipo es: «Río Grande (Río Grande del Sur, Brasil)».

### Etimología
El nombre genérico masculino «Stephanoxis» se compone de las palabras del griego «stephanos» que significa ‘corona’ y «oxus» que significa ‘puntiagudo’; y el nombre de la especie «loddigesii» conmemora al naturalista, especialista en colibríes George Loddiges (1786–1846).

### Historia taxonómica
En el siglo XIX fueron descritas las dos especies actualmente en el género Stephanoxis, la presente y Stephanoxis lalandi. En el año 1945, Peters las reclasificó como subespecies de una misma especie, S. lalandi, que pasó a ser la única del presente género, monotípico. Esto fue hecho sin proporcionar ninguna evidencia taxonómica para justificar tal decisión. En el año 2014, un equipo de especialistas publicó un trabajo de revaluación de los límites taxonómicos de ambas formas integrantes del género. Emplearon como base un lote de 173 ejemplares de 9 colecciones de todo el mundo, en los que incluso se encontraban los holotipos y paratipos de ambos taxones. Además, se analizaron 518 fotografías de ambos taxones, las que contaban con su localidad precisa. El resultado demostró que deben ser tratadas como dos especies plenas, bajo los conceptos biológico y filogenético de especie, debido a patrones bien definidos en el plumaje y la distribución geográfica, así como por presentar una clara reciprocidad monofilética. Sus geonemias están distanciadas entre sí por unos 160 km de un hiato sin representantes del género, el que se encuentra dentro del estado de São Paulo, en Brasil, delimitado por la sierra do Mar por el este y la sierra de Paranapiacaba por el oeste. La distribución de ambas especies es congruente con las de otras especies de aves montanas, lo que sugiere que han compartido eventos vicariantes pretéritos durante los períodos interglaciares. El Comité de Clasificación de Sudamérica (SACC) reconoció la separación en dos especies en la Propuesta No 664.
Es monotípica.